# James Hayden
James Hayden (25 de noviembre de 1953 - 8 de noviembre de 1983 en Nueva York, Nueva York) fue un escritor y actor estadounidense.

## Vida y carrera
Era el hijo de padres divorciados. Se escapó de su casa a los 14 años y se alistó en el ejército de los EE. UU. En 1970, sirvió como médico durante la Guerra de Vietnam. Cuando dejó el ejército James Hayden estudió para ser actor en el American Academy of Dramatic Arts.
Desde entonces él participó en obras de Hollywood y en obras de teatro en Nueva York. Hizo varias actuaciones en el Broadway. Sin embargo Hayden es probablemente  más conocido por el papel de Patrick "Patsy" Goldberg, que protagonizó en la película Érase una vez en América. En 1983, el año de su muerte, él se presentó junto a Al Pacino como un drogadicto en la reconocida pieza de American Buffalo . También en 1983 él fue admitido como miembro a perpetuidad en el Actors Studio. Pacino, que era un gran amigo y mentor de Hayden, luchó mucho para que tuviese el papel de Manny Ribera en la película Scarface (1983), que, finalmente, le dieron a Steven Bauer. Como no obtuvo el papel, Hayden se presentó para Érase una vez en América (1984) y consiguió así el papel de "Patsy" Goldberg. 
Murió, al parecer, de una sobredosis de heroína en su apartamento mientras que hablaba con su mujer. Seis horas antes había estado todavía en el escenario. Murió siete meses antes de que se estrenase Érase una vez en América (1984). Su muerte fue un shock para el mundo teatral y muchos creen que hubiese ganado mucha notoriedad con la película antes mencionada. En 1984, durante la realización de El Papa de Greenwich Village, Mickey Rourke dedicó su actuación a la memoria de James Hayden.

## Filmografía (Selección)
- 1980: Cruising
- 1980: Marilyn Monroe, Una historia verdadera (Marilyn: The Untold Story)
- 1981: El triunfo del Amor (The Patricia Neal Story)
- 1981: Targoor - De Viaje al infierno (The Intruder Within)
- 1981: La mansión (The Nesting)
- 1982: Viaje hacia el horror (Don't go in the Woods)
- 1984: Érase una vez en América (Once Upon a Time in America)